# Ptychohyla panchoi
Ptychohyla panchoi är en groddjursart som beskrevs av William Edward Duellman och Campbell 1982. Ptychohyla panchoi ingår i släktet Ptychohyla och familjen lövgrodor. IUCN kategoriserar arten globalt som starkt hotad. Inga underarter finns listade i Catalogue of Life.